# Madrassa Tachfinia
La Madrassa Tachfinia o Tachfinya (àrab: المدرسة التاشفينية, al-Madrasa at-Tāxfīniyya) fou una mesquita i madrassa, fundada l'any 1320 a Tlemcen, a l'actual Algèria, per la dinastia abdalwadita. Aquesta universitat religiosa fou, fins a la seua destrucció pels francesos, una de les més prestigioses del país.

## Història
El 1873 fou destruïda pels francesos. Sembla que ara es troba en fase de rehabilitació per un equip d'especialistes i historiadors algerians utilitzant documents i restes deixades pels  francesos. Entre aquests documents, n'hi ha un traçat elaborat per l'oficial Slomens, expert en enginyeria civil, amb la col·laboració de l'arquitecte De Toit, que delimita les dimensions i les formes arquitectòniques de la madrassa. Tots els historiadors coincideixen que representava una joia de l'art morisc. Abans de la seua destrucció, alguns mosaics i decoracions es van posar en caixes, i es distribuïren al Museu de Tlemcen, i al Museu d'Antiguitats d'Alger i alguns bells fragments foren traslladats al Museu del Louvre.
La madrassa, construïda el febrer del 1320, sota el regnat del soldà Abu-Taixufín I, fill d'Abu-Hammu Mussa I. Aleshores era l'equivalent de la Universitat Zitouna de Tunis o la Universitat Al-Qarawiyyin de Fes.
La Tachfinya degué ser una de les escoles més prestigioses de la capital abdalwadita que va contribuir a la difusió del coneixement pel Magrib. La notorietat de l'escola Tachfinya rau en la seua ubicació entre el lloc històric de Mexuar, que allotja l'antic palau reial i els annexos, i la Gran Mesquita de Tlemcen. Segons els historiadors, hi ha un túnel que connecta el Mexuar i aquest lloc de culte que la família governant feia servir per arribar a la mesquita sense ser vista.
La seua influència cultural durant més de cinc segles i mig es va estendre per Orient i Al-Àndalus, segons els relats històrics que qualifiquen Tlemcen com un important centre científic i cultural, marcat per "la construcció d'aquest establiment per donar suport al moviment intel·lectual que arribà al punt àlgid en aquella època". A aquesta madrassa assistiren estudiants i mestres destacats. Va contribuir a la formació, entre d'altres, d'Abu El Hassan Et-tounsi, i d'Ibrahim Bnu Hassan Bnu Ishaq Et-tounsi, un dels més grans jurisconsultes, responsable de les fatwas i l'ensenyament.

L'escola va continuar prosperant fins a la seua destrucció. Al seu lloc es va construir l'ajuntament de Tlemcen. L'any 2009, l'ajuntament es traslladà a un nou edifici, i es va convertir en el Museu Nacional d'Art i Història de Tlemcen. Al mateix local es va construir una plaça pública i es va considerar la possibilitat de rehabilitar la madrassa.
- La madrassa al 1870, abans de derrocar-la
- Dibuix del 1873 de la decoració de la Madrassa Tachfinia del s. XIV
- Il·lustració de la sala d'oració de la madrassa (per Édouard Danjoy el 1873)